# Benelli 750 Sei
Die Benelli 750 Sei war das erste serienmäßig hergestellte Sechszylinder-Motorrad. „Sei“ – gesprochen „se-i“ ohne Diphthong – ist das italienische Zahlwort für sechs. Die Präsentation fand im Oktober 1972 statt, die Produktion begann 1974, der Vertrieb nach Deutschland startete 1975.
Der Sportwagenbauer De Tomaso hatte den bereits 1911 gegründeten und in finanzielle Schwierigkeiten geratenen Motorradhersteller Benelli 1971 gekauft und die Entwicklung der Sei vorangetrieben. Mit Konstrukteuren aus der ehemaligen Benelli-Rennabteilung, allen voran Pierpalo Prampolini, wurde die „Sei“ entwickelt. Sie erweiterten den Vierzylindermotor der 1973 erhältlichen Benelli 500 Quattro, sehr ähnlich dem Motor der Honda CB 500 Four, durch Hinzufügen von zwei Zylindern. Es wurden 3200 Benelli 750 Sei gebaut und davon etwa 300 in Deutschland verkauft. Gepflegte Exemplare werden heute (2013) über dem damaligen Preis von 10.000 DM gehandelt.

## Technische Angaben

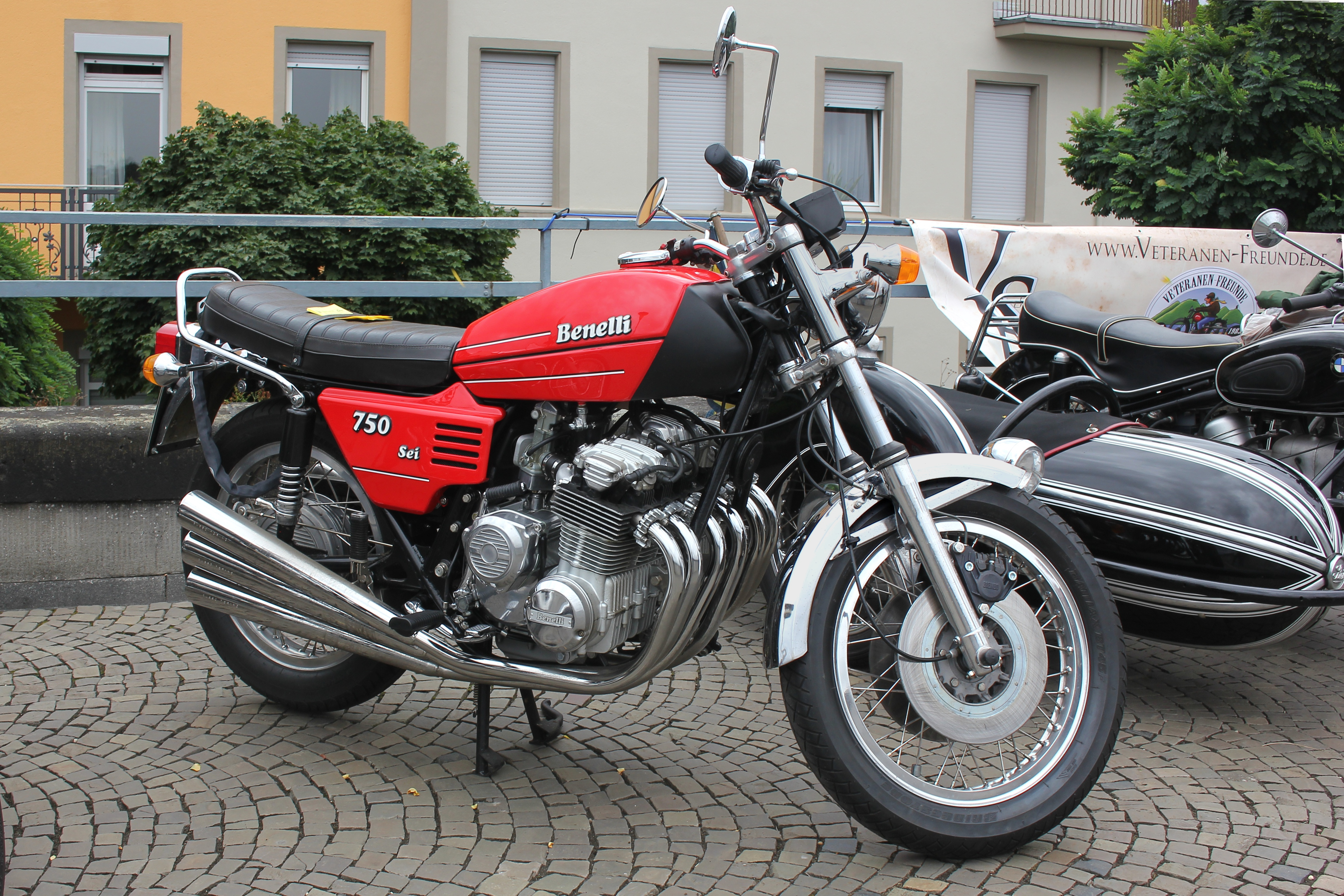
Benelli 750 Sei

Der in einen Doppelschleifen-Rohrrahmen quer eingebaute 620 mm breite Motor hat eine obenliegende Nockenwelle mit Kettenantrieb. Der Primärantrieb läuft über eine Zwischenwelle; der Generator sitzt hinter dem Zylinderblock. So wurde der Motor 620 mm breit, schmaler als ein BMW-Boxermotor. Die Kurbelwelle mit jeweils um 120 Grad versetzten Hubzapfen war siebenfach gelagert (Gleitlager). Der Motorlauf wurde als absolut vibrationsfrei bezeichnet. Das Gemisch wird von drei 26-mm-Dell’Orto-Vergasern aufbereitet, die je zwei benachbarte Zylinder über gegabelte Saugrohre versorgen. Die Leistung beträgt 63 PS (46 kW) bei 8500 min−1, das maximale Drehmoment von 55,9 Nm wurde bei 4000 min−1 erreicht. Ursprünglich waren 29-mm-Vergaserdurchlässe vorgesehen, die 75 PS (55 kW) Leistung ermöglicht hätten, doch ließen sich damit die deutschen Abgasvorschriften nicht einhalten. Die 75-PS-Version wurde überwiegend in die USA ausgeliefert. Mit dem Modelljahr 1977 wurden 24-mm-Vergaser eingesetzt, die nun eine Leistung von 58 PS (43 kW) bei 8500 min−1 boten. In anderen Ländern wurde die Sei – wie auch viele andere Motorradmodelle – mit geringfügig anderen technischen Daten angeboten.
Das Motorrad hat eine 6-in-6-Auspuffanlage; links und rechts werden jeweils drei Auspuffrohre geführt. Die Telegabel stammt von Marzocchi, die vordere Brembo-Doppelscheibenbremse hat einen Scheibendurchmesser von 280 mm, der später auf 300 mm vergrößert wurde, die Grimeca-Trommelbremse hinten hat 200 mm Trommeldurchmesser.
Der Benzintank fasst 22 Liter, der Verbrauch (nach CUNA) betrug 7,9 Liter auf 100 km. Honda und Kawasaki entwickelten in der Folge ebenfalls Sechszylinder-Motorräder, die Honda CBX und die Kawasaki Z 1300. Auch diese Motorräder fanden nur wenige Käufer, da Sechszylinder-Motorräder als zu schwer, unhandlich und zu teuer in Anschaffung und Unterhalt empfunden wurden.

## Benelli 900 Sei

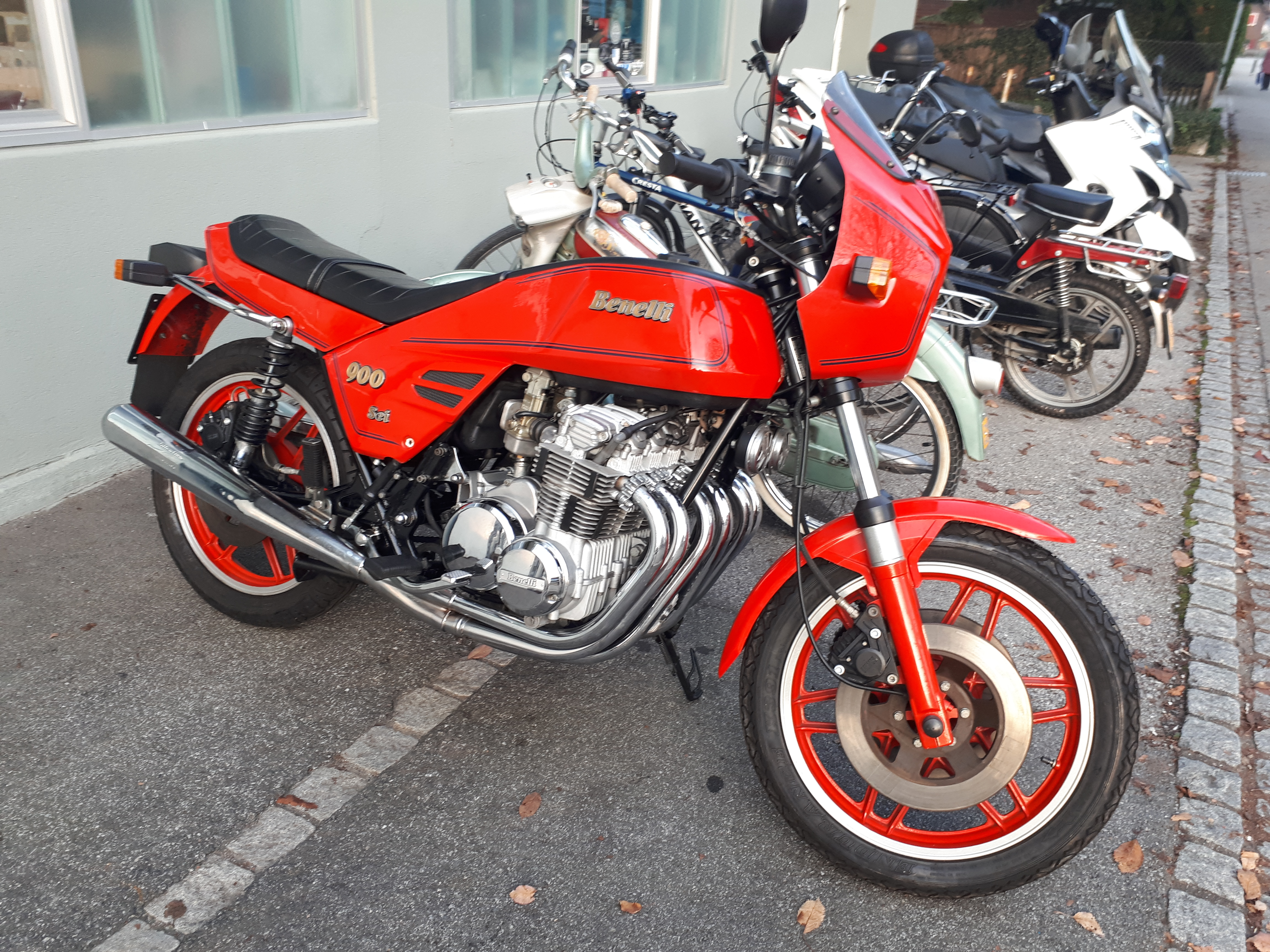
Benelli Sei 900

Das Nachfolgemodell war die Benelli 900 Sei. Der Hubraum wurde auf 906 cm³ vergrößert, was eine Leistung von 80 PS (59 kW) bei 8400 min−1 ergab. Die Zylinderbohrung beträgt 60 mm, der Kolbenhub 53,4 mm. Außerdem ist die 900er mit einer 6-in-2-Auspuffanlage ausgerüstet. Die 900 Sei wurde von 1978 bis 1989 gebaut. Die Fahrleistungen waren mit dem stärkeren Motor entsprechend höher als bei der 750er: 193 km/h Höchstgeschwindigkeit, Beschleunigung von 0–100 km/h in 4,6 Sekunden. Die Bremsanlage erhielt nun vorn eine Doppel- und hinten eine Einzelscheibe. Die Konstruktion war jener der Moto Guzzi Le Mans mit Integralbremse ähnlich. (Siehe auch Integral-ABS.) Bei dieser Konstruktion wird beim Betätigen der Fußbremse gleichzeitig auch eine Scheibe des Vorderrades mitgebremst. In der zweiten und dritten Serie wurde das Motorrad mit einer Cockpit-Verkleidung ausgeliefert.

### Bewertung
Die 900 Sei erforderte ein hohes Maß an Pflege. Wichtig war die exakte Kontrolle der Kettenspannung. Auch die schlampig verlegte Elektrik machte oft Ärger. Auf Deutschlands Straßen blieb die 900 Sei ein Exot.